# Loa phường

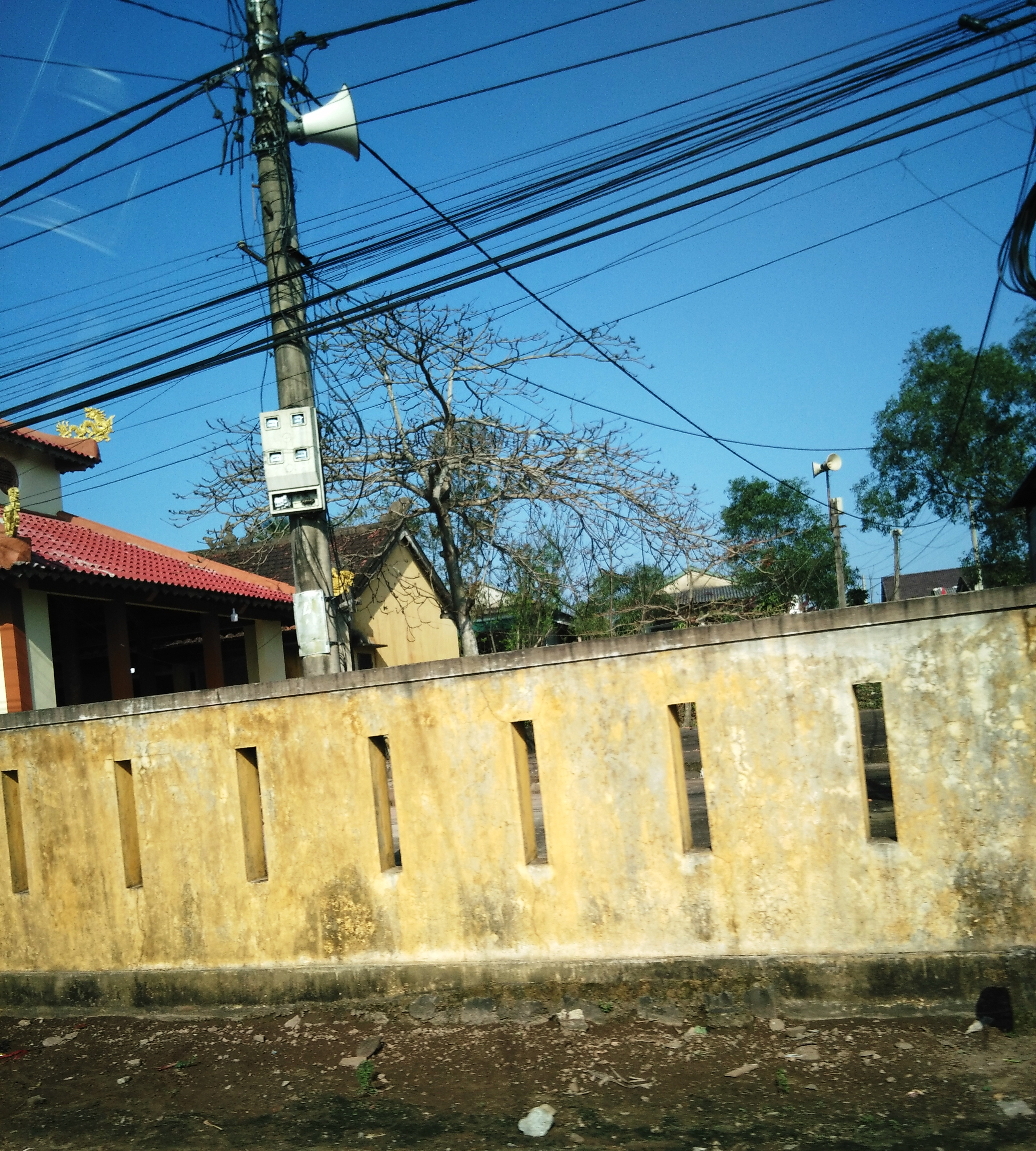
Loa phát thanh công cộng tại thôn Cát Sơn, xã Trung Giang, huyện Gio Linh, Quảng Trị

Loa truyền thanh công cộng, còn gọi là loa phát thanh công cộng, truyền thanh cơ sở, loa phường hay loa phát thanh phường/xã là hệ thống phát thanh cấp phường, xã tại một số nước như Việt Nam, Nhật Bản, Hàn Quốc, Trung Quốc...

## Nội dung
Theo Quyết định số 52/2016 về quy chế hoạt động thông tin cơ sở, Đài Truyền thanh cấp xã, phường, thị trấn sẽ sản xuất các chương trình phát thanh bằng tiếng Việt, tiếng các dân tộc để phát sóng trên hệ thống truyền dẫn, phát sóng phát thanh cấp xã. Nội dung các chương trình phát thanh tập trung thông tin về hoạt động chỉ đạo, điều hành của chính quyền cấp xã; cung cấp thông tin, kiến thức thiết yếu đối với đời sống hằng ngày của người dân địa phương phù hợp với điều kiện kinh tế - xã hội của địa phương; cung cấp thông tin về chính sách, pháp luật của Nhà nước liên quan trực tiếp đến người dân ở địa phương và những quy định của chính quyền, hoạt động chính trị, kinh tế, xã hội ở địa phương, cơ sở.
Trong giai đoạn chiến tranh, loa phường còn làm nhiệm vụ báo động trong các tình huống khẩn cấp, báo động có máy bay địch.
Tại Nhật Bản, nước này có nguy cơ cao trước các thảm họa thiên nhiên như động đất và sóng thần, cũng như các vụ tai nạn hạt nhân và các cuộc tấn công tên lửa. Nước này có hệ thống loa được trang bị ở hầu khắp các vùng miền nhằm phát đi thông tin cảnh báo nhanh nhất đến với người dân, được lắp đặt sau trận động đất Niigata năm 1964. Một số địa phương cũng sử dụng hệ thống loa như một hệ thống thông báo công khai, điểm tin tức địa phương, thông báo các sự kiện sắp xảy ra, sinh tử... Một số chương trình nhắc nhở người dân về trách nhiệm xã hội như: Vứt rác đúng quy định, cách đăng ký khám sức khỏe...

## Hoạt động
Ông Lưu Đức Hậu (SN 1941), tổ 59, phường Thổ Quan, Đống Đa, Hà Nội, phụ trách công tác phát thanh phường 20 năm (1972 -1992) cho biết, loa phường ngày xưa là một phần không thể thiếu trong đời sống người Hà Nội. Có người dân bảo với ông, nhờ tiếng loa của ông họ không cần đồng hồ báo thức, không bao giờ dậy muộn giờ. Loa được phát ra mỗi ngày từ 5h30' cho đến 7h sáng.
Theo báo trực tuyến VietNamNet, đã có hàng chục bài viết, hàng trăm ý kiến, thậm chí có cả truyện ngắn và thơ kêu than về sự phiền nhiễu do hệ thống loa phường phát ra âm thanh quá lớn. Khi được hỏi về sự phiền toái do loa phường gây ra, cơ quan này đẩy vấn đề cho cơ quan kia. Báo này cũng cho là, Luật bảo vệ môi trường của Việt Nam cần có điều khoản về ô nhiễm tiếng ồn. Nếu đã có thì các hành vi dù của cá nhân hay tập thể đã vi phạm đều cần phải bị xử lý theo luật.

## Đề nghị bỏ loa phường tại Hà Nội
Ngày 9 tháng 1 năm 2017, tại Hội nghị của Sở Thông tin Hà Nội, Chủ tịch UBND Thành phố Hà Nội Nguyễn Đức Chung cho rằng “loa phường đã hoàn thành sứ mệnh”. Ông yêu cầu thuộc cấp rà soát, nơi nào không còn hiệu quả thì cơ quan chức năng mạnh dạn đề xuất xóa bỏ. Ngày 14 tháng 1 năm 2017, ông Nguyễn Minh Khánh, Phó giám đốc Sở Thông tin và Truyền thông Hà Nội, cho biết đang lên kế hoạch rà soát hệ thống loa phường, xã trên địa bàn để báo cáo UBND Hà Nội trong quý 1 năm 2017. Ông cho là, đánh giá chung hệ thống loa phường hoạt động rất có hiệu quả và Sở sẽ tham mưu không bỏ mà chỉ điều chỉnh hệ thống truyền thanh này.
Ngày 06/02/2017, ông Nguyễn Đức Chung nhắc lại yêu cầu đánh giá về sự cần thiết của hệ thống loa phường do "việc duy trì hệ thống truyền thanh cơ sở rất tốn kém, một phường nói thế thôi nhưng một năm mấy trăm triệu. Trong khi, chất lượng thông tin phát hành rất thấp." 
Tuy nhiên sau khi đánh giá tính cần thiết trong các tình huống khẩn cấp thì hệ thống loa phường ở Hà Nội vẫn được duy trì cho đến hiện tại. Trong đợt dịch COVID-19, hệ thống loa phường Hà Nội đã tăng cường hoạt động để thông tin cho người dân từng phường về diễn biến dịch bệnh.

## Ý kiến
- Nhà báo Phạm Trung Tuyến - Phó giám đốc kênh VOV Giao thông Quốc gia cho rằng, thay vì "khai tử" loa phường, cần hãy nghĩ cách khắc phục những hạn chế của nó.[14]
- Tại Hà Nội, trong khi nhiều người trẻ cho rằng loa phường đang khiến cuộc sống của họ gặp nhiều phiền toái thì nhiều người già lại bày tỏ, việc bỏ loa phường không khác gì biến họ thành những người mù thông tin.[15]
- Theo ông Nguyễn Hoàng Cẩm, Phó Giám đốc Sở Thông tin – Truyền thông Đà Nẵng, nên bỏ loa phường ở các quận, còn huyện thì giữ lại.[16]
- Ngày 17 tháng 1 năm 2017, Bộ trưởng Bộ TT&TT Trương Minh Tuấn cho biết, Bộ ủng hộ quan điểm bỏ loa phường ở đô thị, nhưng nhận thấy loa phường vẫn còn tiện dụng và chưa hoàn thành sứ mệnh ở vùng sâu vùng xa.[17]
- Ông Nguyễn Thế Kỷ, Ủy viên Trung ương Đảng, Tổng Giám đốc Đài Tiếng nói Việt Nam (VOV) cho ý kiến ngày 5.2.2017: "...không nên chỉ bằng một mệnh lệnh hành chính, để “khai tử” một loại hình, một công cụ truyền thông có từ lâu, rất phổ biến, ngay cả các nước phát triển trên thế giới hiện nay. Vấn đề là sử dụng nó như thế nào cho phù hợp và vẫn phát huy hiệu quả." [18]
- Ngày 14 tháng 2 năm 2017, Thiếu tướng Bạch Thành Định, Phó giám đốc Công an Thành phố Hà Nội cho rằng, không nên xóa bỏ mà cần cải tiến loa phường với các lý do: a) loa phường là sức mạnh của chính quyền, là sợi dây nối giữa nhân dân với Đảng. b) trong trường hợp khẩn cấp (thiên tai, chiến tranh) thì loa phường là công cụ báo động và hướng dẫn người dân hiệu quả nhất, có thể thiết lập các trạm loa phường rất nhanh chóng lại không sợ bị gián đoạn, còn các phương tiện khác (truyền hình, mạng Internet) rất dễ bị kẻ địch gây nhiễu hoặc bị thiên tai làm mất khả năng hoạt động trong những tình huống như vậy[19]

## Vai trò trong thời kỳ mới hoặc tình huống khẩn cấp
Trong thời đại mới, nhiều phương thức thông tin khác đã phổ biến như truyền hình, mạng Internet, mạng di động. Vì thế nhiều người cho rằng loa phường đã hết tác dụng, trở nên lỗi thời và cần loại bỏ. Tuy nhiên khi phân tích kỹ thì loa phường vẫn có những tác dụng quan trọng mà các kênh thông tin khác không thay thế được, nhất là trong các tình huống khẩn cấp như thiên tai, chiến tranh.
Năm 2020, khi xảy ra dịch bệnh COVID-19, nhiều người Việt Nam mới nhận ra hệ thống các trạm phát thanh, hệ thống loa phường là rất quan trọng, rất cần thiết trong tình huống khẩn cấp. Khi đi về các khu phố, làng quê, thôn bản còn nhận thấy rõ hơn điều này. Đối với các cụ lớn tuổi, người lao động chân tay, công nhân nhà máy, các tiểu thương bán hàng ở chợ… vốn không thường xuyên lên mạng, xem tivi, đọc báo thì việc sử dụng loa phường truyền thanh thông tin về dịch bệnh ở mỗi xã, phường là rất hữu ích, kịp thời cung cấp thông tin để người dân nắm được. Thông tin về dịch bệnh tuy có khắp mọi nơi từ tivi, báo đài, Internet... nhưng chủ yếu là các tin tức về diễn biến chung trên toàn quốc. Còn những thông tin gần gũi, cụ thể nhất với 1 khu phố (gia đình nào trong khu phố có người nhiễm bệnh, căn nhà nào cần kiểm tra, cá nhân nào phải cách ly) thì chỉ có hệ thống loa phường cung cấp, đây là vai trò của loa phường mà các hệ thống khác không thể thay thế được.
Mặt khác, trong trường hợp khẩn cấp (thiên tai, chiến tranh) thì loa phường là công cụ báo động và hướng dẫn người dân hiệu quả nhất. Khi cần thì có thể huy động các trạm loa phường rất nhanh chóng, không đòi hỏi công nghệ và cơ sở vật chất phức tạp, và loa phát thanh cũng không thể bị quân địch làm nhiễu sóng. Còn các phương tiện khác (truyền hình, mạng Internet, mạng di động) thì rất dễ bị đánh sập hoặc gây nhiễu, việc thiết lập lại trong thời gian ngắn là rất khó. Nếu lưới điện trên khắp một vùng bị đánh sập thì loa phường vẫn có thể hoạt động nhờ vào các máy phát điện cỡ nhỏ chuẩn bị tại chỗ, còn các hệ thống thông tin khác (truyền hình, mạng Internet, mạng di động) thì sẽ hoàn toàn bị tê liệt.
Đặc biệt hơn là, khi những thông tin giả đang xuất hiện tràn lan trên Internet, mạng xã hội thì loa phường sẽ đóng vai trò là kênh giúp chính quyền cảnh báo người dân tránh nghe theo tin giả, và được tiếp nhận những thông tin chính thống quan trọng hàng ngày tại nơi mình sinh sống.